# Jean Morel (chef d'orchestre)
Pour les articles homonymes, voir Jean Morel et Morel.
Jean Morel, né à Abbeville le 10 janvier 1903 et mort à New York, États-Unis, le 14 avril 1975, est un chef d'orchestre et un pédagogue français.

## Biographie
Il travaille au Conservatoire de Paris avec Isidor Philipp pour le piano, Noël Gallon, Maurice Emmanuel, Gabriel Pierné et Reynaldo Hahn. De 1921 à 1936, il enseigne au Conservatoire américain de Fontainebleau, tout en dirigeant divers orchestres : Orchestre national (1936-39), Orchestre symphonique de Paris (1938).
À la déclaration de guerre, il se fixe aux États-Unis. Il enseigne au Brooklyn College (1940-1943), puis à la Juilliard School de New York (1949-1971). Il dirige le New York City Symphony Orchestra (1942-1952), tout en étant invité par les opéras de Mexico (1943-1948), San Francisco, New York City Opera (1944-1952) ainsi que par le Met (1956-1971).
À la Juilliard School, il est le professeur du futur chef d'orchestre et pianiste James Levine qui fut son assistant. Il est également le professeur de Catherine Comet de 1964 à 1968.
Il est le frère du hautboïste Myrtil Morel.